# Ženský šach

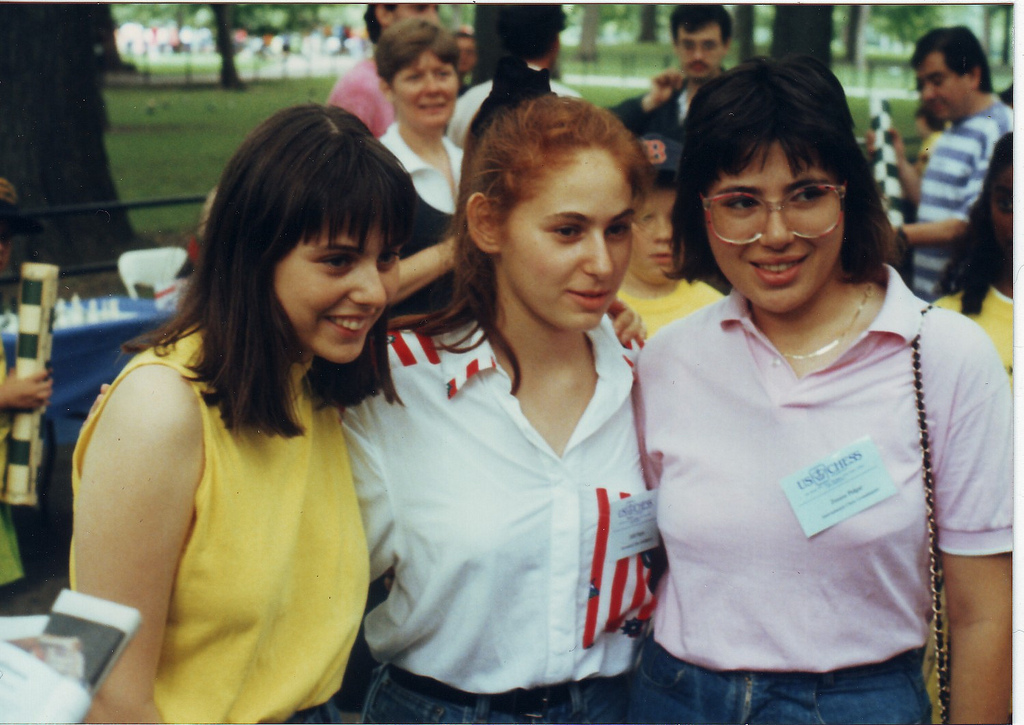
Sestry Polgárovy, významné maďarské ženské šachistky (1988). Judit Polgárová (uprostřed) je historicky nejlépe hodnocenou šachistkou.

Ženský šach je souhrnné označení pro šachy hrané ženami. Obecně pak platí, že ženských šachistek je na všech úrovních podstatně méně než mužských hráčů, konkrétně se jedná o asi 15% podíl na celkovém počtu hráčů. Na mistrovské úrovni se tento podíl snižuje až na 6 %, například mezi šachovými velmistry k roku 2019 bylo celkem 37 žen oproti 1643 mužům. Pro ženy jsou vyhrazeny zvláštní šachové tituly, tento systém byl ale kritizován například bývalou ženskou mistryní světa Judit Polgárovou. Situace se dlouhodobě zlepšuje, mezi lety 2001 a 2020 podíl žen na celkovém počtu šachistů vzrostl ze 6 % na zmiňovaných 15 %.
V některých turnajích hrají ženy odděleně, v jiných pak společně s muži. Pro ženy je vyhrazeno mistrovství světa v šachu žen a některé národní soutěže, například mistrovství České republiky v šachu žen. Ženské turnaje jsou hrány také online.
Historicky nejlépe hodnocenou ženou byla maďarská šachistka Judit Polgárová, která se roku 2005 dostala na 8. příčku nejlépe hodnocených šachistů na světě a během své kariéry porazila i vrcholové mužské šachisty, včetně bývalého mistra světa Borise Spasského. Ve stovce nejlepších šachistů (bez ohledu na pohlaví) se nachází také čínská hráčka Chou I-fan a v minulosti v ní figurovala také Maja Čiburdanidzeová.
S nerovností se snaží bojovat kromě samotných hráček a hráčů také světová šachová federace FIDE, která pro tyto účely vytvořila speciální komisi FIDE Commission for Women’s Chess. Ta zastřešuje ženské turnaje, propaguje sport mezi mladými hráčkami a organizuje edukační akce ohledně genderové nerovnosti v šachu. I přes snahu o změnu uvažování o ženských šachistkách mezi trenéry i mužskými spoluhráči se někteří šachisté vyjadřují o ženách v tomto sportu negativně. Média se zabývala například výroky velmistrů Nigela Shorta a Bobbyho Fischera.

## Historie

### Středověk a novověk

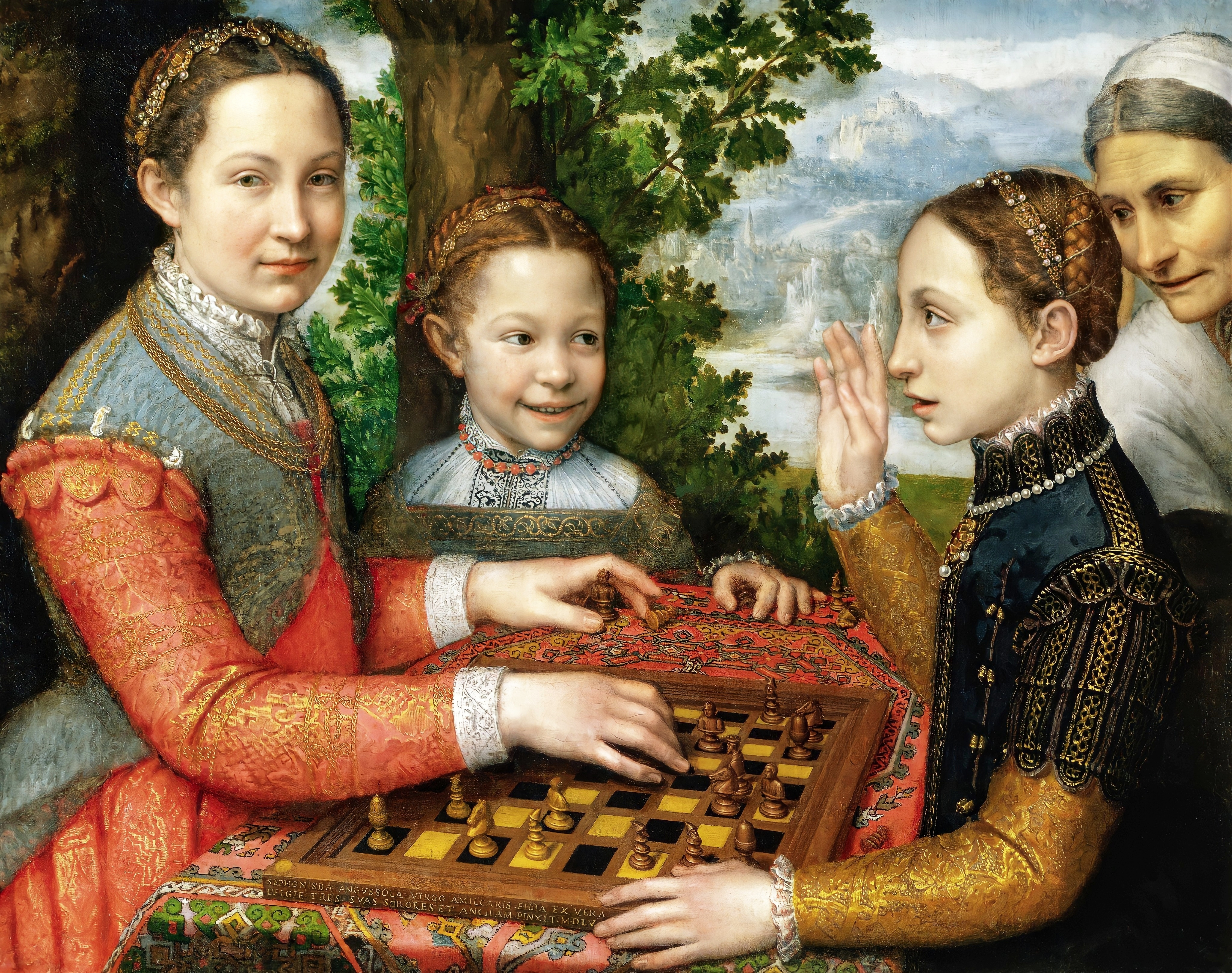
Obraz od malíře Sofonisba Anguissola z roku 1555 zachycující sestry hrající šachy

Šachy byly ve středověké Evropě výsadou šlechty. Na královských dvorech patřily mezi významné hry už od počátku středověku, hrály je tudíž i významné šlechtičny. Známou šachistkou byla například sicilská šlechtična Macalda di Scaletta (1240 - 1308).
V období renesance spolu s větším začleňováním žen do politického života rostl i počet žen, stále především z řad vyšší šlechty, které hrály šachy. Jedním z center renesančního šachu byla i Francie, konkrétně dvůr francouzského krále (prokazatelně se šachům věnovala například Luisa Savojská). V tomto období také získala na síle šachová figura dámy, což dokládá zvýšenou úctu k ženám. S ženami se podle Thomase Jeffersona při své návštěvě Francie v šachách utkal také Benjamin Franklin, například Batilda Orleánská pak podle Franklina dosahovala stejných kvalit jako on sám.

### Počátky ženské účasti na turnajích a 20. století
První ženský turnaj se konal roku 1884 a byl sponzorován Sussex Chess Association. První mezinárodní šachový turnaj se konal roku 1897. První mistrovství světa v šachu žen se pak konalo roku 1927 a vyhrála jej Věra Menčíková.

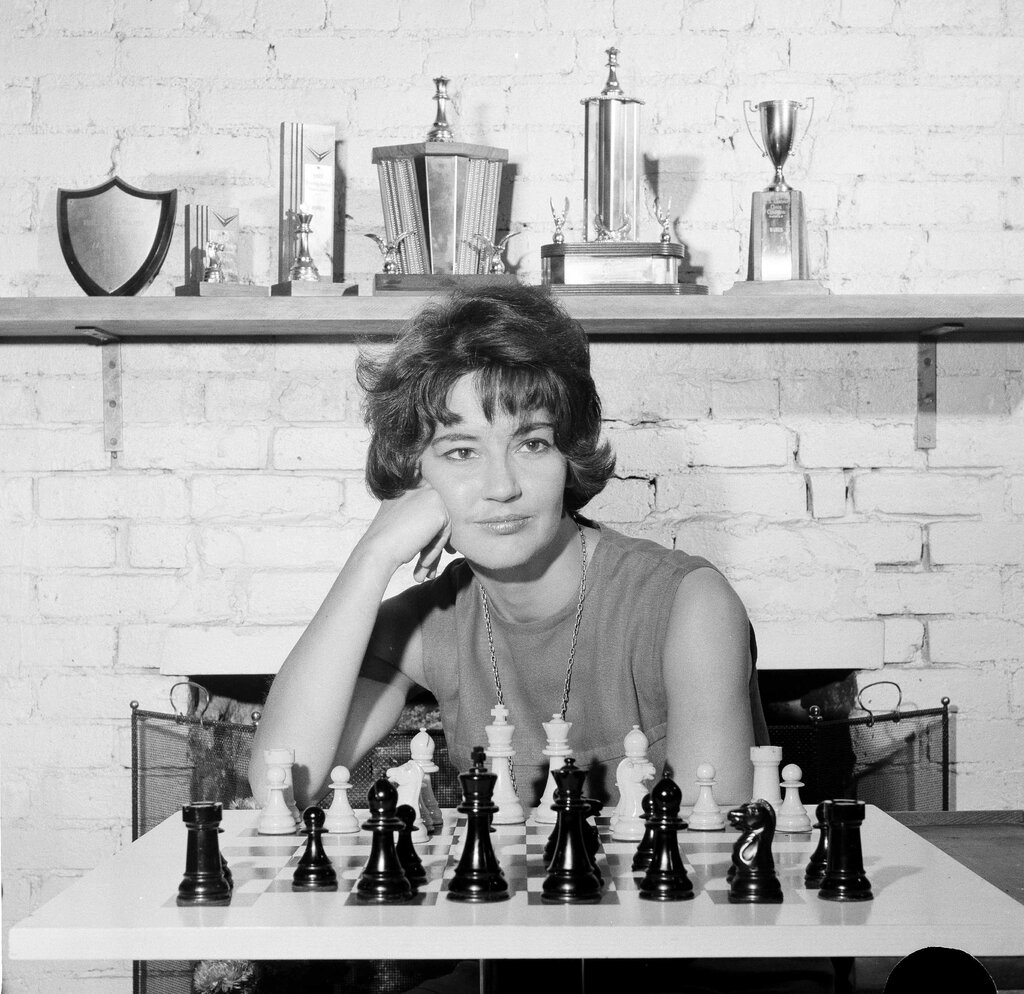
Americká šachistka Lisa Lane, která se jako první šachistka objevila na obálce časopisu Sports Illustrated

Roku 1950 se sovětská šachistka Ljudmila Ruděnková stala jako první ženou mezinárodní mistryní (IM). O 7 let později tým SSSR zvítězil také na historicky první ženské šachové olympiádě, první žena, která hrála na šachové olympiádě však byla Chantal Chaudé de Silans v kategorii Open roku 1950. Roku 1977 pak Nona Gaprindašviliová skončila na sdíleném 1. místě v mezinárodním šampionátu v Lone Pine, který je jednou z takzvaných velmistrovských norem, a v následujícím roce také získala jako první žena titul šachového velmistra (GM). Ženské mistrovské tituly byly zaváděny postupně: Woman International Master FIDE zavedlo roku 1950, Woman Grandmaster roku 1976 a Woman FIDE Master pak roku 1978.
Roku 1961 se americká šachistka Lisa Lane jako první šachista (bez ohledu na pohlaví) na světě objevila na obálce sportovního časopisu Sports Illustrated.
V 80. letech se Maje Čiburdanidzeové podařilo jako první ženě v historii zvítězit v turnaji hraném systémem Round-Robin, přičemž za tuto dekádu zvítězila v takových turnajích dvakrát. Roku 1986 se pak FIDE rozhodlo všem aktivním ženským šachistkám udělit bonusových 100 bodů Elo, výjimkou byla jen Szusza Polgárová, které hrála převážně v mužských turnajích.
V 90. letech se nejvýznamnější šachistkou stala Judit Polgárová z Maďarska, která se také jako jediná dostala do desítky nejlépe hodnocených hráčů světa. Nejdříve se roku 1991 stala velmistryní (GM), tehdy jako nejmladší osoba na světě bez ohledu na pohlaví. Roku 1993 se pak jako první žena kvalifikovala na turnaj Interzonal. Roku 1998 pak vyhrála jako první žena U.S. Open chess championship.

### 21. století
Roku 2002 FIDE zavedlo poslední ženský šachový titul, Woman Candidate Master (WCM). Ve stejném roce také Judit Polgárová jako první žena v historii porazila bývalého mistra světa v šachu, konkrétně Garriho Kasparova. Roku 2005 byla také pozvána do finále turnaje kandidátů FIDE World Chess Championship pro nejlepších 8 hráčů. Věra Menčíková  O dva roky byla roku 2011 jako první žena v historii uvedena do světové šachové síně slávy. O dva roky později Alexandra Kosteňuková jako první žena vyhrála Swiss Chess Championship.

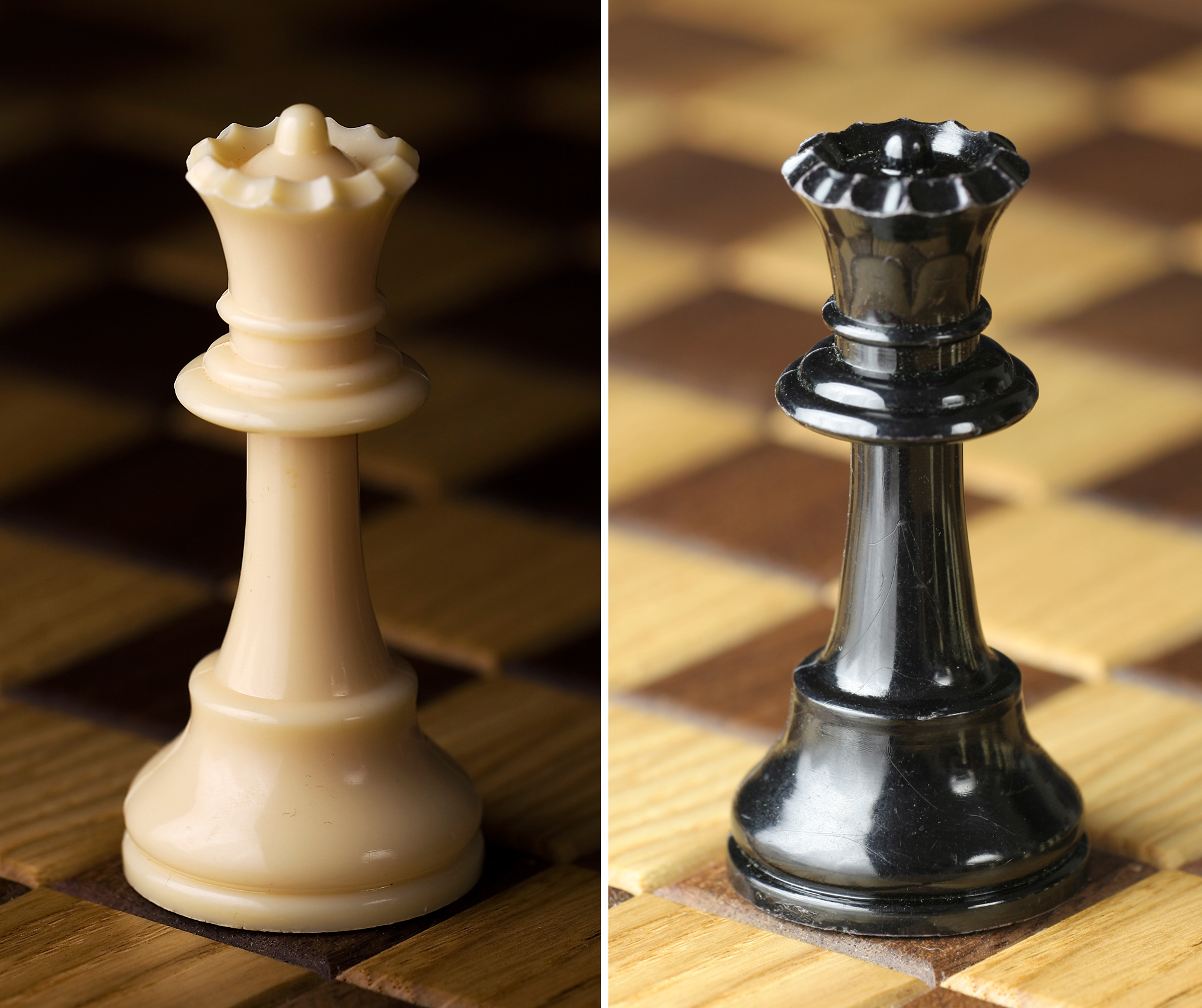
Figura dámy, zavedená pravděpodobně na počest španělské královny Isabely Kastilské

### Ženská figuradáma
V původních indických šachách se nenacházela figura dámy, kromě krále se používaly figury slona, pěšce, jezdce a vozu. Když hru přebrali Peršané, pouze změnili názvy figur na jejich perské ekvivalenty (například král získal označení šáh). Postupem času, není přesně známo kdy, přibyla do hry postava farzin, tedy vezír. Z Persie se šachy dostaly dále do Evropy, kde ale institut mocného vezíra nebyl příliš známý. Poprvé tuto figuru jako královnu (latinsky regina) označil německý mnich a autor knihy Verše o šachu ve 13. století. Nový pojem se však neuchytil a pojmenování zůstalo stejné až do konce 15. století, konkrétně do období mezi lety 1470 a 1480. Tehdy byla figura, pravděpodobně na počest velmi mocné španělské královny Isabely Kastilské, natrvalo přejmenována na dámu. To je podle šachových historiků důkazem vlivu žen na společnost i šachy v období středověku. S tím souvisí i postupné posilování figury v renesanci, které šlo ruku v ruce zlepšováním pozice žen ve společnosti.

## Ženské tituly

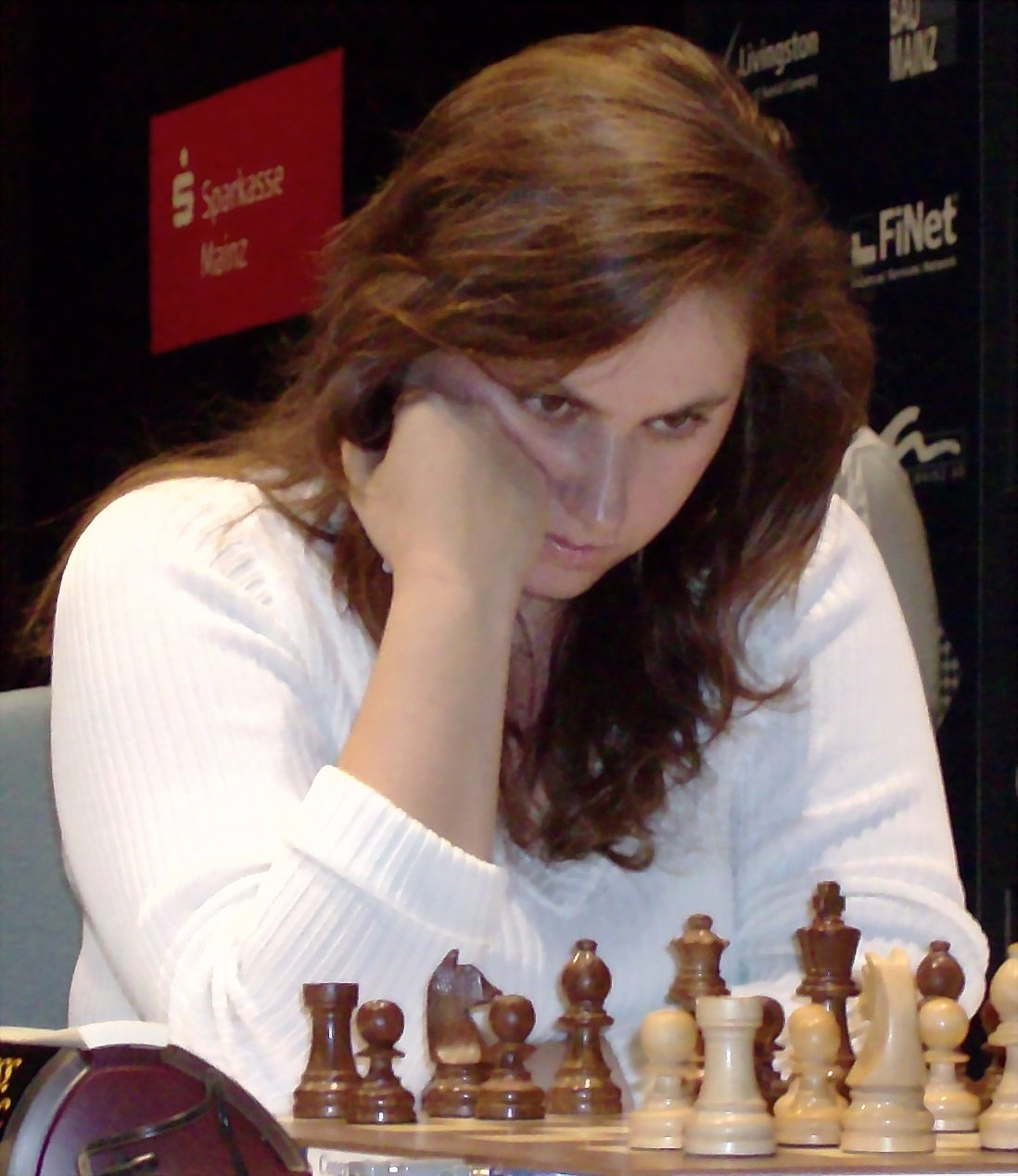
Judit Polgárová, jedna z nejslavnějších šachových velmistryň

V rámci ženského šachu jsou hráčkám za vynikající výkony udělovány, stejně jako u šachu mužského, tituly. Jsou od mužských titulů odlišené a nároky na jejich dosažení jsou nižší. Konkrétně se jedná o tituly Woman Candidate Master (WCM), Women FIDE Master (WFM), Women International Master (WIM) a Woman Grandmaster (WGM). Ženy mohou získat, za splnění standardních podmínek, i mužské tituly. Minimální ratingy Elo pro získání čestných ženských titulů za výkony ve specifických turnajích jsou uvedeny v tabulce. Tituly lze získat i splněním jiných podmínek, ovšem minimální rating je nutnou podmínkou.
| Titul | Rating Elo    |
| ----- | ------------- |
| WGM   | více než 2100 |
| WIM   | více než 2000 |
| WFM   | více než 1900 |
| WCM   | více než 1800 |

Maďarská šachistka Judit Polgárová pak vyzvala ke zrušení těchto titulů, protože podle ní nepřinášejí užitek a jen zvětšují rozdíly mezi pohlavími. Tituly byly zavedeny postupně:
- Woman Cadidate Master roku 2002[27]
- Woman FIDE Master roku 1978[21]
- Woman International Master roku 1950[19]
- Woman Grandmaster roku 1976.[20]

## Významné ženské šachistky

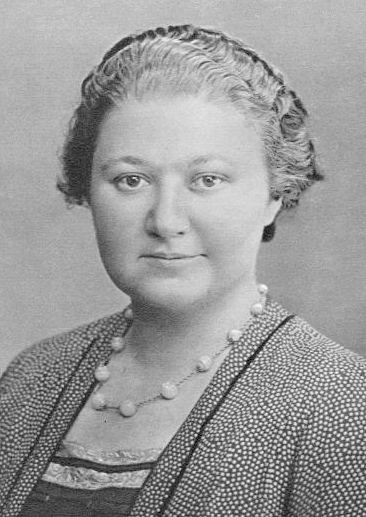
Původem česká mistryně světa v šachu Věra Menčíková

### Mistryně světa v šachu
Nejvyšším dosažitelným úspěchem v ženském šachu je vítězství na mistrovství světa v šachu žen. Celkem k roku 2025 titul mistryně světa v šachu získalo 17 žen, například Věra Menčíková (Československo), která jej držela mezi lety 1927 a 1944, Elisaveta Bykova (Sovětský svaz), Zsuzsa Polgárová (Maďarsko), Alexandra Kostěňuková (Rusko), Marija Muzyčuková (Ukrajina), Chou I-fan (Čína) nebo úřadující mistryně (2025) Ťü Wen-ťün (Čína).

### Nejlépe hodnocené šachistky
Měřitelným hodnocením kvalit hráček je také hodnocení Elo. V něm je historicky nejlepší Judit Polgárová, která se roku 2005 s hodnocením 2735 bodů umístila na 8. příčce nejlépe hodnocených šachistů světa (bez ohledu na pohlaví). Nejlépe hodnocenou šachistkou pak byla nepřetržitě od roku 1989 do roku 2015, kdy oficiálně opustila profesionální šach. K roku 2025 je nejlépe hodnocenou šachistkou Chou I-Fan, jejíž rating je 2633.

### Šachové streamerky
Některé profesionální šachistky jsou také aktivní na sociálních sítích, kde mají mnohdy velký dopad. Nejpopulárnějšími šachovými influencerkami (podle počtu sledujících na Instagramu) jsou Alexandra Botez (na internetu známá jako Andrea Botez) s 914 tisíci sledujících a Anna Cramling se 704 tisíci sledujících. Na Twitchi pak jsou obě tyto streamerky opět nejpopulárnější s 1 311 988 sledujících na účtu Alexandry Botez, resp. 471 537 sledujících u Anny Cramling.

## Ženské turnaje

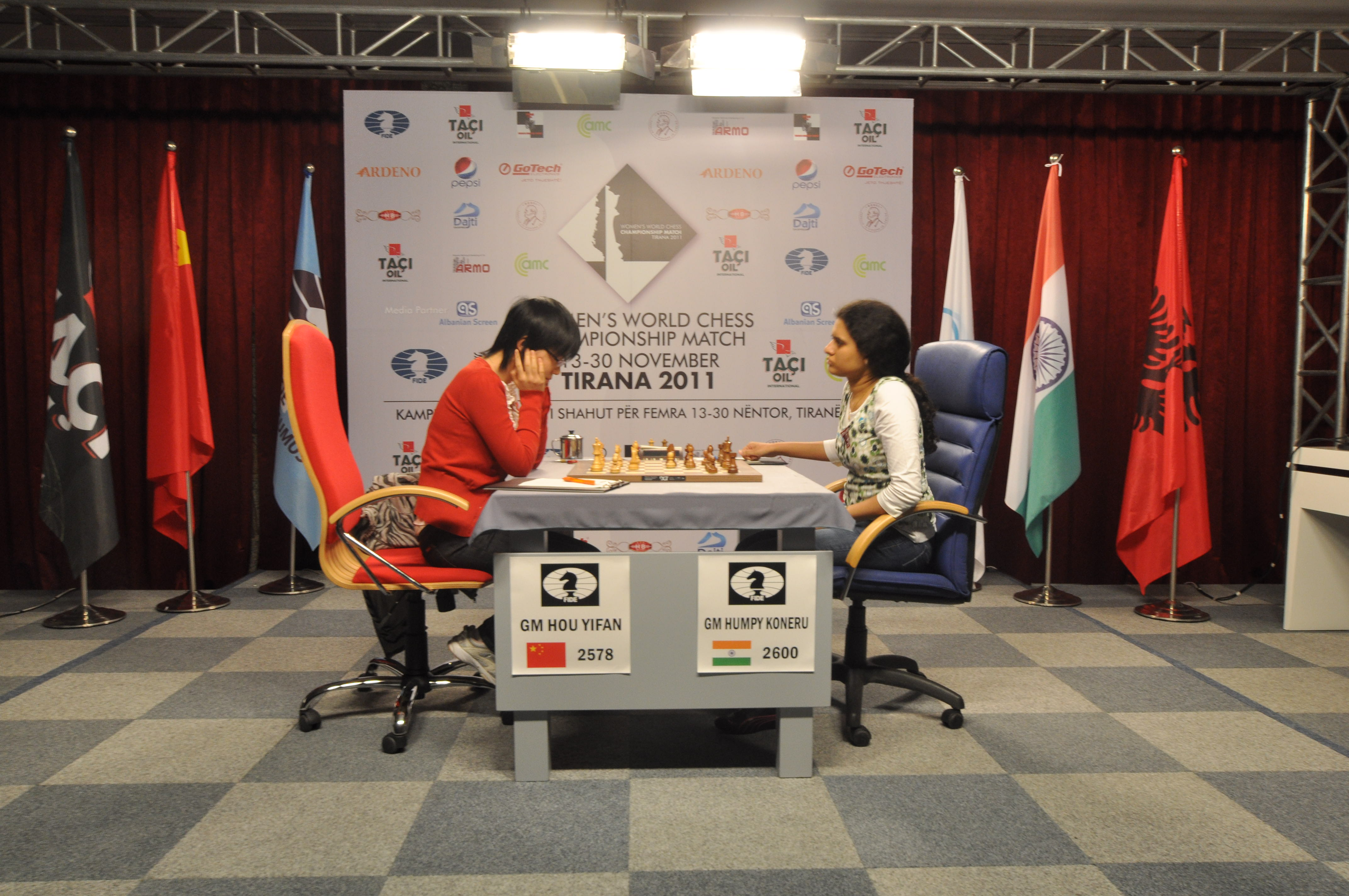
Mistrovství světa žen roku 2011 v Tiraně

V některých turnajích hrají ženy odděleně, v jiných pak společně s muži. Pro ženy je vyhrazeno mistrovství světa v šachu žen a některé národní soutěže, například mistrovství České republiky v šachu žen. Každé dva roky se koná také Ženská šachová olympiáda, ale ženy mohou soutěžit také ve smíšené kategorii Open standardní šachové olympiády. Ženské turnaje jsou hrány také online, nejvýznamnějším je Queens‘ Online Chess Festival konaný federací FIDE každý rok v březnu.
Oddělování ženských turnajů od mužských kritizovaly mimo jiné Judit Polgárová a Chou I-Fan s tím, že toto dělení zabraňuje ženám v růstu, kterého dosahují muži.

### Mistrovství světa
Na mistrovství světa žen se proti sobě každoročně postaví vždy vítězka turnaje kandidátů a obhájkyně titulu mistryně světa. Na turnaj kandidátů na mistrovství světa žen se lze kvalifikovat výhrami v několika turnajích, k roku 2025 se jedná o zápasy FIDE WOMEN’S GRAND PRIX, FIDE WOMEN’S WORLD CUP, FIDE WOMEN’S GRAND SWISS a ‘FIDE Women’s Events 2024-25’ series. Celkem se v turnaji kandidátů utká vždy 8 hráček.
Samotný turnaj mezi obhájkyní titulu a její vyzyvatelkou se pak končí, když první z hráček dosáhne 6,5 bodu. Maximálně může být odehráno 12 her a případné tiebreaky. Tempo je 90 minut na prvních 40 tahů, poté 30 minut navíc na zbytek hry a bonus 30 sekund za tah.
Historicky nejdéle titul mistryně držela československá šachistka Věra Menšíková, dalšími vítězkami byly například Zsuzsa Polgárová z Maďarska, Alexandra Kostěňuková z Ruska, Marija Muzyčuková z Ukrajiny nebo čínská reprezentantka Chou I-fan.

### Šachová olympiáda

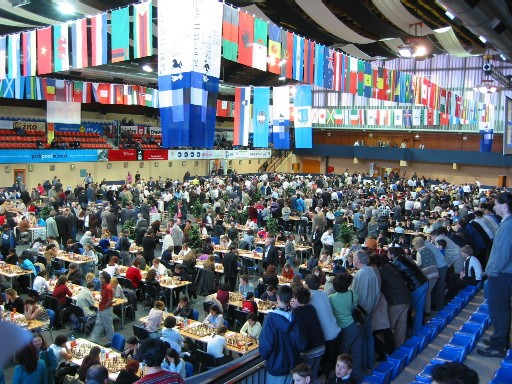
Šachová olympiáda 2002

Každé dva roky se koná Ženská šachová olympiáda určená pro národní týmy tvořené ženami. Ženy mohou soutěžit také ve smíšené kategorii Open standardní šachové olympiády. První ženská šachová olympiáda se konala 1. září roku 1957, jako místo bylo zvoleno město Emmen v Nizozemsku. Ženské šachové olympiády se od té roby až do roku 1972 konaly odděleně od Open. To se změnilo, když se FIDE rozhodlo zorganizovat obě kategorie ve Skopje ve stejném termínu. Stejný scénář se opakoval ještě v letech 1974 a 1976, od té doby je termín opět stanovován jinak pro každou ze soutěží.
Před 2. světovou válkou bylo součástí šachové olympiády také Mistrovství světa v šachu žen. Po konci války už bylo obnoveno samostatně.

### Mistrovství České republiky
Mistrovství České republiky žen je uzavřený turnaj, kterého se účastní 12 hráček, vybraných podle výsledků v předchozím ročníku mistrovství a dlouhodobého hodnocení Elo. Turnaj je hrán ve vyřazovacím systému, pokaždé se koná v jiném městě. Poprvé bylo organizováno mezi lety 1940 a 1944.

### Online turnaje
Ženské turnaje jsou hrány také online, nejvýznamnějším je Queens‘ Online Chess Festival konaný FIDE každý rok v březnu. Organizovány jsou i lokální online turnaje, například English Women’s Online Blitz Championship.

### Ostatní turnaje
Významnými ženskými turnaji jsou ty, které jsou kvalifikační na turnaj kandidátek na mistryni světa. Jedná se o:
- sérii turnajů FIDE Women’s Grand Prix
- turnaj FIDE Women’s World Cup
- turnaj FIDE Women’s Grand Swiss
- sérii turnajů FIDE Women’s Events 2024-25

Účast žen, především těch mladých, na jiných turnajích je spíše vzácná. Roku 2025 se v Praze v rámci Prague Chess Festival konala oddělená soutěž pro nadané mladé šachistky, jedna z prvních na významných turnajích s účastí světových velmistrů (Vincent Keymer, David Navara). V rámci akce proběhla mimo jiné přednáška o zapojení žen do profesionálních šachů, na které promluvila ženská velmistryně (WGM) Dana Reizniece (Lotyšsko), která zasedá ve vedení FIDE.

## Nerovnost v šachu

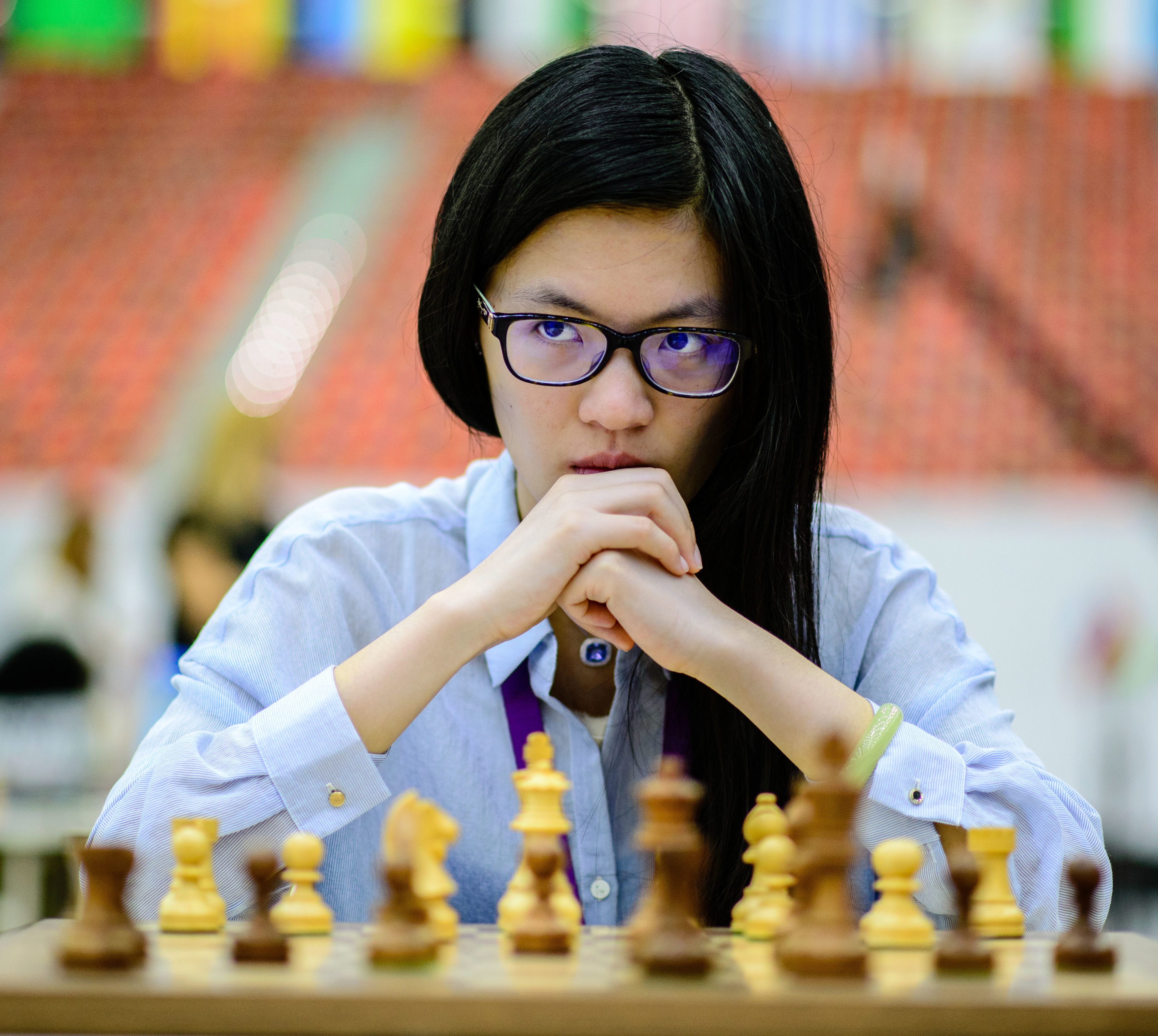
Velmistryně Chou I-Fan

Podle výzkumu vydaného roku 2021 v časopise Journal of Comparative Economics je na světě pouze 37 velmistrů ženského pohlaví oproti 1643 mužům. Rozdíly se různí podle států, nejmenší jsou podle výzkumu ve Vietnamu, kde na 100 hráčů s titulem alespoň Candidate Master (CM) vychází 48 žen. Největší rozdíl z posuzovaných států pak vykazují Francie a Dánsko se 3, resp. 2 hráčkami na 100 mužů. Stav se dlouhodobě zlepšuje, mezi lety 2001 a 2020 vzrostl celosvětový podíl šachistek na celkovém počtu hráčů z 1 na 15 %. K nutnosti změny vyzvali například nejlépe hodnocený hráč světa Magnus Carlsen a bývalá vrcholová šachistka Judit Polgárová.
Roku 2022 zveřejnilo FIDE detailní zprávu, ve které popsalo hlavní rozdíly mezi muži a ženami v šachu. Podle uveřejněné statistiky tvořily ženy jen 16 % všech hráčů s kterýmkoliv mistrovským titulem, v případě titulu velmistrovského jen 2 %. V sekci dospělých se v top 100 hráčích nacházela jen jedna žena, v případě juniorské kategorie pak 3. Rozdíl je patrný nejen ve výkonech a zastoupení na turnajích, ale i v aktivitách spojených s tímto sportem. Konkrétně v dvaceti šachových streamerech s nejvyššími příjmy figurovalo jen 7 žen. Ve zprávě bylo dále konstatováno, že se stav zlepšuje příliš pomalu na to, aby se v dohledné době počty hráčů a hráček vyrovnaly. Dále je popsáno, že zatímco sociální faktory, například brzké opouštění profesionálního šachu, jsou dobře prozkoumány, biologické faktory a jejich vliv na výkon není téměř zmapován. Jako překvapivý je představen fakt, že muži upravují při hře proti ženám svůj hráčský styl, například déle trvá, než v prohrané situaci partii vzdají, nebo hrají riskantnější zahájení než při hrách s dalšími muži. Autor zprávy jako možné řešení navrhuje nastavení kvót na účast žen na turnajích.

Nerovnost v šachu se snaží řešit i mezinárodní šachová federace FIDE. Ta pro účely zvýšení počtu ženských šachistek a smazání rozdílu mezi nimi a mužskými protihráči založila komisi FIDE Commission For Women’s Chess. Tato komise zastřešuje ženské turnaje, propaguje sport mezi mladými hráčkami a organizuje edukační akce ohledně genderové nerovnosti v šachu. Tato organizace také pomáhá profesionálním šachistkám hledat rovnováhu mezi osobním a profesním životem, mimo jiné projektem ChessMom.

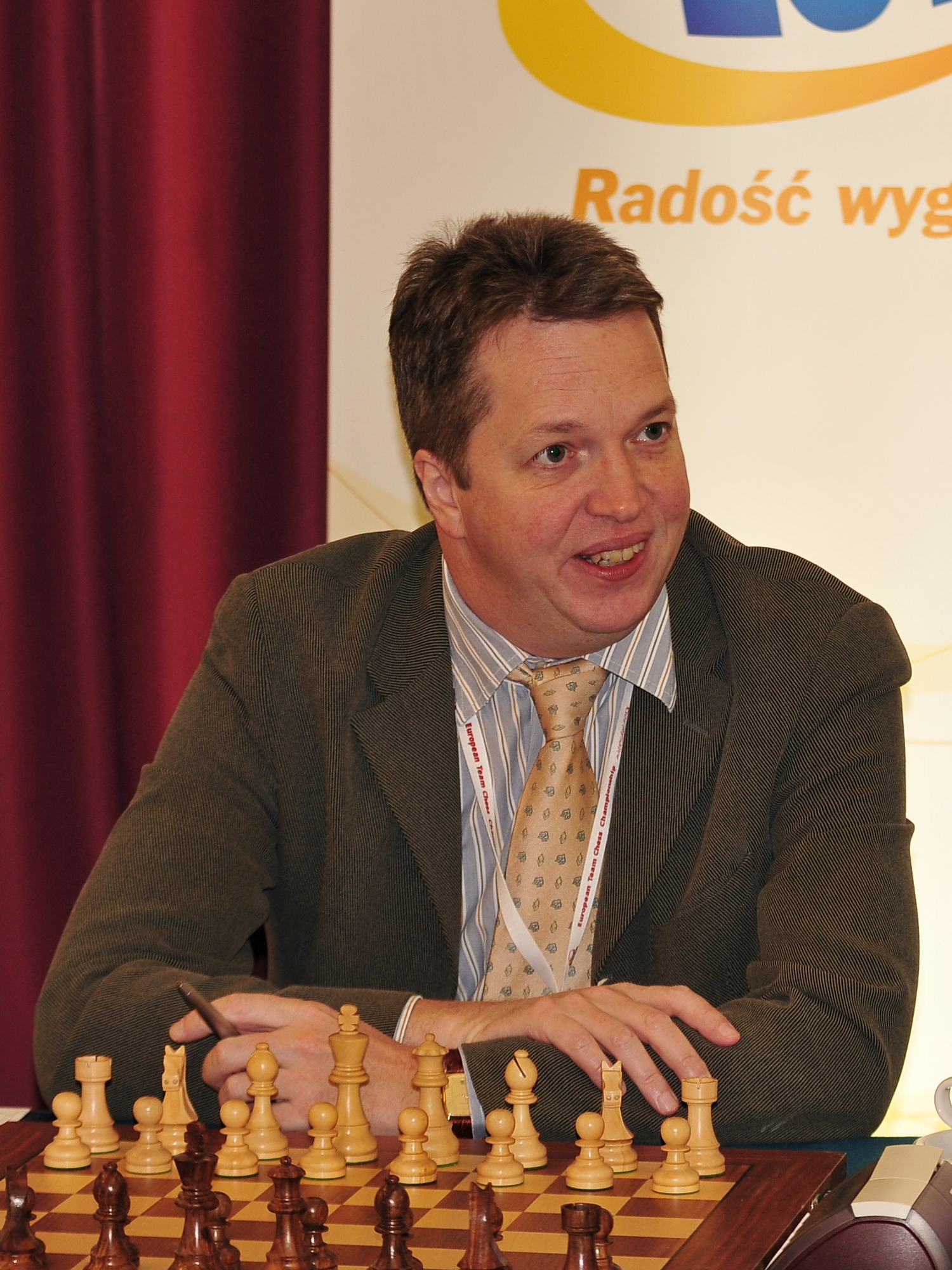
Velmistr Nigel Short, který je známý svým negativním postojem k profesionálním šachistkám.

Možnými příčinami takzvaného gender gap je nízká podpora šachistek pod vlivem stereotypu, že šachy jsou mužským sportem, nebo zhoršený přístup ke kvalitním trenérům a automatické považování dívek za horší šachistky (gender bias), proti čemuž se snaží zmíněná komise bojovat. Ženská velmistryně Jovanka Houska pak jako další problém vidí rozšířený sexismus mezi šachisty, což potvrzuje i populární šachová streamerka Alexandra Botez, která označila šachové prostředí za extrémně predátorské.

### Kontroverze
V minulosti (20. století) byla účast žen ve vrcholových soutěžích profesionálními hráči odsuzována. Bývalý mistr světa Garri Kasparov se roku 2017 za své předchozí výroky omluvil, někteří profesionálové si však za svými názory stojí. Medializovaný byl například výrok anglického velmistra Nigela Shorta, který roku 2015 tvrdil, že ženy nejsou pro hraní šachu určeny. Za to byl kritizován mimo jiné Zsuzsou a Judit Polgárovými.
Za své výroky se na rozdíl od Kasparova neomluvil bývalý mistr světa Bobby Fischer, který ženy označil za hloupé a řekl, že by neměly hrát šachy. Dále tvrdil, že na světě neexistuje žena, kterou by nedokázal porazit i kdyby měl materiální nevýhodu v podobě odebrání jednoho jezdce.

### Postavení transgender žen
V rámci nerovnosti mezi pohlavními se také řeší možnost zapojení transgender šachistek do ženských turnajů. Jejich účast na profesionálních ženských turnajích byla FIDE zakázána v srpnu 2023. Tento zákaz byl, podobně jako další taková opatření v jiných sportech, například v cyklistice, kritizován jako diskriminační.

## V kultuře

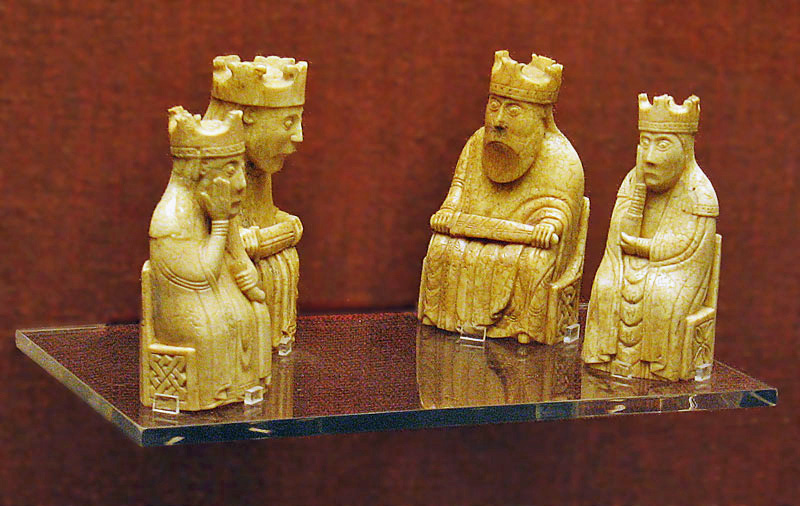
Šachové figurky z ostrova Lewis vyřezané ženou okolo roku 1150

Ženským šachem se zabývá seriál streamovací platformy Netflix pojmenovaný podle stejnojmenného šachového zahájení Dámský gambit, který popisuje cestu smyšlené šachistky za úspěchem v době, kdy byly ženy v profesionálním šachu vnímány velmi negativně. Seriál inspiroval mnoho nových hráček k tomu, aby se věnovaly šachům.
V řecké mytologii byla thrácká dryáda Caissa bohyní šachu. Dílem ženy, konkrétně řezbářky Margret obrtané (Margrét hin haga), jsou podle bývalých Gudmundura Thorarinssona a Einara S. Einarssona a americké historičky Nancy Marie Brownové  (autorky knihy Ivory Vikings, the Mystery of the Most Famous Chessmen in the World and the Woman Who Made Them) šachové figurky z ostrova Lewis vyřezané z mrožího klu někdy kolem roku 1150. Objeveny byly v zátoce Bay of Uig na západě ostrova Lewis ve Skotsku roku 1931.